# Nicolas Timmermans
Nicolas Timmermans (4 november 1982) is een Belgische voetbalspeler die sinds 2019 uitkomt voor FC Ganshoren. Timmermans is een verdediger die voordien onder andere uitkwam voor RWDM, KV Kortrijk, RAEC Mons en KAS Eupen.

## Carrière
Timmermans begon zijn profcarrière bij RWDM, waar hij in het seizoen 2001/02 veertien wedstrijden in Eerste klasse speelde. Na het faillissement van de club speelde hij nog één seizoen voor KFC Strombeek, de club die een jaar later omgedoopt zou worden tot FC Brussels. In 2003 haalde Lierse SK hem terug naar het hoogste niveau.
Na het seizoen 2005/06 liep zijn contract bij Lierse ten einde. In augustus 2006 werd hij gecontracteerd door tweedeklasser KV Kortrijk. Het contract van Timmermans bij Kortrijk liep tot juli 2008. Timmermans trok naar eersteklasser KVC Westerlo, waar hij een contract voor twee seizoenen met een optie voor twee bijkomende seizoenen ondertekende. Hij speelde er echter slechts één competitiewedstrijd in zijn debuutseizoen, waarop hij al na één seizoen de overstap maakte naar RAEC Mons. Bij de Henegouwse club werd hij wél een vaste waarde. In zijn eerste seizoen liep Timmermans nog net de promotie naar Eerste klasse mis met de club, maar in zijn tweede seizoen wist hij een terugkeer naar de Jupiler Pro League te verzilveren. Timmermans speelde met Bergen drie seizoenen in Eerste klasse.
Na de degradatie van Bergen in 2014 trok Timmermans naar tweedeklasser KAS Eupen. Ook met de Oostkantonners promoveerde hij na twee seizoenen in Tweede klasse naar de Jupiler Pro League. Timmermans kwam vanwege een kuitbeenbreuk echter amper in actie met Eupen op het hoogste niveau. In 2017 trok hij naar RWDM, de geestelijke opvolger van zijn opleidingsclub. Na twee seizoenen ruilde hij RWDM in voor een andere Brusselse club, FC Ganshoren.

## Clubstatistieken
| Seizoen | Club          | Land   | Competitie             | Wedst | Goals |
| ------- | ------------- | ------ | ---------------------- | ----- | ----- |
| 2000/01 | RWDM          | België | Tweede Klasse          | ?     | ?     |
| 2001/02 | RWDM          | België | Eerste Klasse          | 14    | 0     |
| 2002/03 | KFC Strombeek | België | Tweede Klasse          | 22    | 1     |
| 2003/04 | Lierse        | België | Eerste Klasse          | 9     | 0     |
| 2004/05 | Lierse        | België | Eerste Klasse          | 19    | 0     |
| 2005/06 | Lierse        | België | Eerste Klasse          | 0     | 0     |
| 2006/07 | KV Kortrijk   | België | Tweede Klasse          | 18    | 1     |
| 2007/08 | KV Kortrijk   | België | Tweede Klasse          | 24    | 4     |
| 2008/09 | KVC Westerlo  | België | Eerste Klasse          | 1     | 0     |
| 2009/10 | RAEC Mons     | België | Tweede Klasse          | 39    | 2     |
| 2010/11 | RAEC Mons     | België | Tweede Klasse          | 39    | 4     |
| 2011/12 | RAEC Mons     | België | Eerste Klasse          | 30    | 1     |
| 2012/13 | RAEC Mons     | België | Eerste Klasse          | 29    | 1     |
| 2013/14 | RAEC Mons     | België | Eerste Klasse          | 20    | 0     |
| 2014/15 | KAS Eupen     | België | Tweede Klasse          | 24    | 1     |
| 2015/16 | KAS Eupen     | België | Tweede Klasse          | 26    | 1     |
| 2016/17 | KAS Eupen     | België | Eerste Klasse A        | 5     | 0     |
| 2017/18 | RWDM          | België | Tweede klasse amateurs | ?     | ?     |
| 2018/19 | RWDM          | België | Eerste klasse amateurs | 12    | 0     |
| 2019/20 | FC Ganshoren  | België | Derde klasse amateurs  |       |       |
| Totaal  |               |        |                        | 331   | 16    |